# The Lost Wildlife Sessions
«The Lost Wildlife Sessions», также известный как «Wildlife», «Lost Wildlife Tapes» или «Stockholm Sessions» — официально неизданный альбом американской фьюжн-группы The Tony Williams Lifetime. Альбом записан в Стокгольме, как предполагается, в 1974 году. Альбом на данный момент доступен лишь как бутлег.
Это первая запись группы с гитаристом Алланом Холдсуортом, с которым будет записано два последующих альбома обновлённой формации The New Tony Williams Lifetime. Органист Уэбстер Льюис (Webster Lewis) и вокалистка Лаура «Текила» Логан (Laura «Tequila» Logan) были в составе группы при записи предыдущего альбома «The Old Bum's Rush». Джек Брюс участвовал в записи альбома 1970 года «Turn It Over». «Wildlife» стал единственной записью, оставшейся после данного состава.
Несмотря на название, композиции «Wildlife» нет в этом альбоме. Она впервые появилась в альбоме The New Tony Williams Lifetime «Believe It» в 1975 году.

## Обложка
Несколько существующих версий обложки повторяют минималистическую концепцию оформления «Turn It Over» - текст на чёрном фоне. Логотип лейбла Verve на одном из вариантов - не более чем подделка.

## Отзывы
Благодаря вокалу мисс Логан в композициях «Scirocco», «Happy Tears» и «The Spirit» музыка обрела проникновенный аромат, в то время как Холдсуорд и Брюс придали ей мощную ро́ковую основу, хотя и в мейнстримовом ключе. Особенно Холдсуорд, который солирует постоянно. Уильямс с готовностью обеспечил соответствующий ро́ковый ритм. «Hot & Sticky» — единственный фанковый инструментал.

Возможно, музыка в «Wildlife» отклонилась слишком далеко от джаза, и кто-то или все вместе решили не выпускать альбом. Как архивная запись, он остаётся интересным документом, показывающим музыкантов, размышляющих, какой из многих возможных дорог пойти. - Big O

## Список композиций
| №                   | Название            | Длительность |
| ------------------- | ------------------- | ------------ |
| 1.                  | «Scirocco»          | 13:57        |
| 2.                  | «Hot & Sticky»      | 6:17         |
| 3.                  | «Little Zorro»      | 4:32         |
| 4.                  | «Happy Tears»       | 9:17         |
| 5.                  | «The Spirit»        | 7:46         |
| Общая длительность: | Общая длительность: | 41:42        |

## Участники
- Лаура "Текила" Логан - вокал (1, 4, 5)
- Алан Холдсуорт - гитара
- Уэбстер Льюис - орган
- Джек Брюс - бас-гитара
- Тони Уильямс - ударные

Неизвестно, кто исполняет соло на скрипке в композиции «Happy Tears».